# Al Iaquinta
Alexander Jay Iaquinta (Wantagh, 30 de abril de 1987) é um lutador norte-americano de artes marciais mistas, atualmente compete no peso-leve do Ultimate Fighting Championship. Profissional desde 2009, Iaquinta fez seu nome no Ring of Combat e sua participação no reality show The Ultimate Fighter: Live, transmitido na FX.

## Carreira no MMA
Iaquinta fez todas as suas lutas no MMA profissional na promoção do Ring of Combat. Até acumular o recorde de 5 vitória, 1 derrota e 1 empate.

### The Ultimate Fighter
Iaquinta foi um dos 32 lutadores do Peso Leve anunciados pelo UFC para participar da primeira versão ao vivo do The Ultimate Fighter. Iaquinta entrou para a casa do TUF ao derrotar Jon Tuck por Decisão Unânime. Após a vitória, foi o primeiro escolhido para a Equipe Faber.
Após sua equipe perder as duas primeiras lutas, Iaquinta deu a primeira vitória à Equipe Faber ao derrotar Myles Jury por Decisão Dividida após três rounds.
Nas quartas-de-final, Iaquinta enfrentou o companheiro de equipe, Andy Ogle. Iaquinta venceu por Nocaute Técnico nos momentos finais do primeiro round. Com a vitória, Iaquinta se garantiu na semi-final enfrentou o membro da Equipe Cruz Vinc Pichel. Iaquinta derrotou Pichel por Decisão Unânime após dois rounds, e foi para a final com o membro da equipe Michael Chiesa. No final do programa ele ganhou o prêmio de Luta do Programa pela sua luta contra Myles Jury e de Nocaute do Programa contra Andy Ogle.

### Ultimate Fighting Championship
Iaquinta fez sua estréia no UFC no The Ultimate Fighter 15 Finale em 1 de Junho de 2012 contra Michael Chiesa para determinar o vencedor do The Ultimate Fighter: Live. Iaquinta foi derrotado por Chiesa por Finalização no primeiro round.
Iaquinta era esperado para enfrentar Joe Proctor em 27 de Abril de 2013 no UFC 159. Porém, Proctor se lesionou e teve que se retirar da luta, seria chamado um substituto para enfrentar Iaquinta. Porém, Iaquinta se lesionou no dia seguinte e a luta foi retirada ao todo do card.
Iaquinta substituiu Quinn Mulhern em 31 de Agosto de 2013 no UFC 164, e venceu Ryan Couture por decisão unânime.
Iaquinta era esperado para substituir Paul Taylor em 26 de Outubro de 2013 no UFC Fight Night: Machida vs. Muñoz, contra Anthony Njokuani. Porém, Njokuani também se lesionou e foi substituído por Piotr Hallmann. Iaquinta venceu a luta por decisão unânime.
Iaquinta enfrentou o prospecto estreante e invicto Kevin Lee em 1 de Fevereiro de 2014 no UFC 169. Ele venceu por decisão unânime.
Ele foi derrotado por Mitch Clarke em 24 de Maio de 2014 no UFC 173 por finalização técnica no segundo round. Em seguida ele enfrentou Rodrigo Damm em 5 de Setembro de 2014 no UFC Fight Night: Jacaré vs. Mousasi II e venceu por nocaute técnico no terceiro round.
Iaquinta enfrentou o vencedor do TUF 9 Ross Pearson em 7 de Novembro de 2014 no UFC Fight Night: Rockhold vs. Bisping. Iaquinta venceu a luta por nocaute técnico no segundo round, a sua vitória foi considerada uma grande zebra.
Iaquinta enfrentou Joe Lauzon em 31 de Janeiro de 2015 no UFC 183 e venceu por nocaute técnico no segundo round.
Iaquinta enfrentou Jorge Masvidal em 4 de Abril de 2015 no UFC Fight Night: Mendes vs. Lamas, substituindo Benson Henderson. Ele venceu a equilibrada luta por decisão dividida, a decisão foi bastante polêmica, visto que muitos especialistas da mídia do MMA deram a vitória para Masvidal.
Iaquinta era esperado para enfrentar Bobby Green em 15 de Julho de 2015 no UFC Fight Night: Mir vs. Duffee. Porém, Green se lesionou e foi substituído pelo ex-desafiante Gilbert Melendez.

## Cartel no MMA
| Cartel no MMA   |             |            |
| 22 lutas        | 14 vitórias | 7 derrotas |
| Por nocaute     | 7           | 1          |
| Por finalização | 1           | 3          |
| Por decisão     | 6           | 3          |
| Empates         | 1           | 1          |

| Res.    | Cartel | Oponente            | Método                                   | Evento                                 | Data       | Round | Tempo | Local                     | Notas |
| ------- | ------ | ------------------- | ---------------------------------------- | -------------------------------------- | ---------- | ----- | ----- | ------------------------- | --- |
| Derrota | 14-7-1 | Bobby Green         | Nocaute Técnico (socos)                  | UFC 268: Usman vs. Covington 2         | 06/11/2021 | 1     | 2:25  | Nova Iorque, Nova Iorque  | |
| Derrota | 14-6-1 | Dan Hooker          | Decisão (unânime)                        | UFC 243: Whittaker vs. Adesanya        | 05/10/2019 | 3     | 5:00  | Melbourne                 | |
| Derrota | 14-5-1 | Donald Cerrone      | Decisão (unânime)                        | UFC Fight Night: Iaquinta vs. Cowboy   | 04/05/2019 | 5     | 5:00  | Ottawa                    | Luta da Noite                                                                                                  |
| Vitória | 14-4-1 | Kevin Lee           | Decisão (unânime)                        | UFC on Fox: Lee vs. Iaquinta II        | 15/12/2018 | 5     | 5:00  | Milwaukee, Wisconsin      | Performance da Noite                                                                                           |
| Derrota | 13-4-1 | Khabib Nurmagomedov | Decisão (unânime)                        | UFC 223: Khabib vs. Iaquinta           | 07/04/2018 | 5     | 5:00  | Brooklyn, Nova Iorque     | Luta valendo o cinturão linear dos leves apenas para Khabib; Al substituiu Holloway com 1 dia de antecedência. |
| Vitória | 13-3-1 | Diego Sanchez       | Nocaute (socos)                          | UFC Fight Night: Swanson vs. Lobov     | 22/04/2017 | 1     | 1:38  | Nashville, Tennessee      | |
| Vitória | 12-3-1 | Jorge Masvidal      | Decisão (dividida)                       | UFC Fight Night: Mendes vs. Lamas      | 04/04/2015 | 3     | 5:00  | Fairfax, Virginia         | |
| Vitória | 11-3-1 | Joe Lauzon          | Nocaute Técnico (socos)                  | UFC 183: Silva vs. Diaz                | 31/01/2015 | 2     | 3:34  | Las Vegas, Nevada         | |
| Vitória | 10-3-1 | Ross Pearson        | Nocaute Técnico (socos)                  | UFC Fight Night: Rockhold vs. Bisping  | 07/11/2014 | 2     | 1:39  | Sydney                    | |
| Vitória | 9-3-1  | Rodrigo Damm        | Nocaute Técnico (socos)                  | UFC Fight Night: Jacaré vs. Mousasi II | 05/09/2014 | 3     | 2:41  | Ledyard, Connecticut      | |
| Derrota | 8-3-1  | Mitch Clarke        | Finalização Técnica (triângulo de braço) | UFC 173: Barão vs. Dillashaw           | 24/05/2014 | 2     | 0:57  | Las Vegas, Nevada         | |
| Vitória | 8-2-1  | Kevin Lee           | Decisão (unânime)                        | UFC 169: Barão vs. Faber II            | 01/02/2014 | 3     | 5:00  | Newark, New Jersey        | |
| Vitória | 7-2-1  | Piotr Hallmann      | Decisão (unânime)                        | UFC Fight Night: Machida vs. Muñoz     | 26/10/2013 | 3     | 5:00  | Manchester                | |
| Vitória | 6-2-1  | Ryan Couture        | Decisão (unânime)                        | UFC 164: Henderson vs. Pettis II       | 31/08/2013 | 3     | 5:00  | Milwaukee, Wisconsin      | |
| Derrota | 5-2-1  | Michael Chiesa      | Finalização Técnica (mata leão)          | The Ultimate Fighter 15 Finale         | 01/06/2012 | 1     | 2:27  | Las Vegas, Nevada         | Estreia no UFC; Perdeu o The Ultimate Fighter 15                                                               |
| Derrota | 5-1-1  | Pat Audinwood       | Finalização (chave de braço)             | Ring of Combat 38                      | 18/11/2011 | 1     | 2:06  | Atlantic City, New Jersey | |
| Vitória | 5-0-1  | Gabriel Miglioli    | Nocaute Técnico (socos)                  | Ring of Combat 37                      | 09/09/2011 | 1     | 0:26  | Atlantic City, New Jersey | |
| Vitória | 4-0-1  | Gabriel Miglioli    | Decisão (dividida)                       | Ring of Combat 36                      | 17/06/2011 | 3     | 4:00  | Atlantic City, New Jersey | |
| Vitória | 3-0-1  | Joshua Key          | Nocaute Técnico (socos)                  | Ring of Combat 27                      | 20/11/2009 | 1     | 1:47  | Atlantic City, New Jersey | |
| Vitória | 2-0-1  | Tim Sylvester       | Nocaute (soco)                           | Ring of Combat 25                      | 12/06/2009 | 1     | 0:15  | Atlantic City, New Jersey | |
| Empate  | 1-0-1  | Will Martinez Jr.   | Empate                                   | Ring of Combat 24                      | 17/04/2009 | 3     | 4:00  | Atlantic City, New Jersey | Iaquinta perdeu um ponto por agarrar a grade.                                                                  |
| Vitória | 1-0    | Mervin Rodriguez    | Finalização (estrangulamento anaconda)   | Ring of Combat 23                      | 20/02/2009 | 1     | 1:15  | Atlantic City, New Jersey | |